# Gare des Invalides
Invalides är en station för linje C som är en del av Paris pendeltåg eller RER som tågen kallas för i Paris. Stationen är underjordisk och öppnade år 1979.  Utanför stationen ligger en av Paris kända sevärdheter Invalidendomen samt även kända bron Pont Alexandre III. I anslutning till stationen finns Paris tunnelbana linje 8 och linje 13 vars första del öppnade 1913 för linje 8, samt 1923 för linje 13.

## Fotogalleri

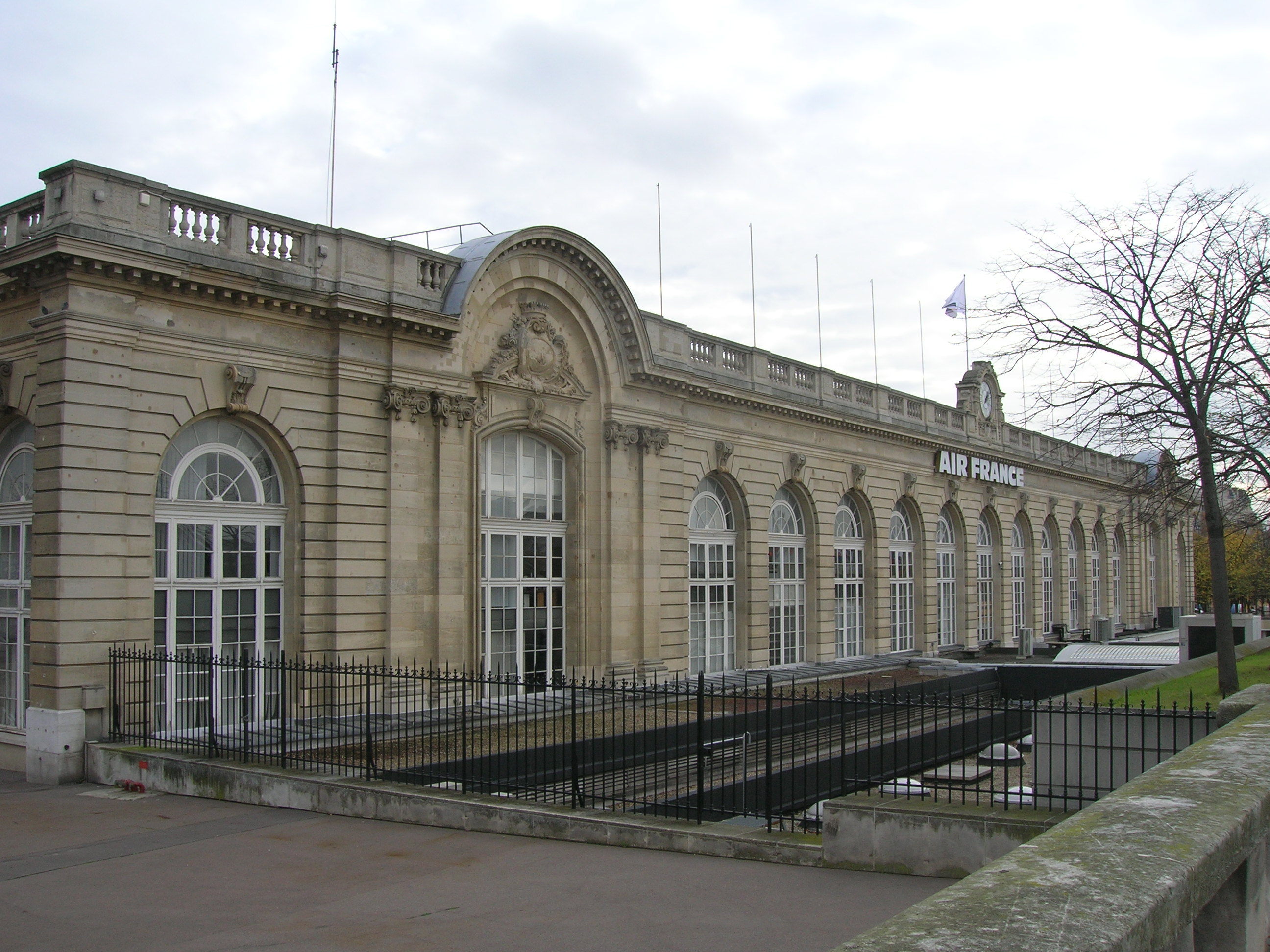
Stationsbyggnad
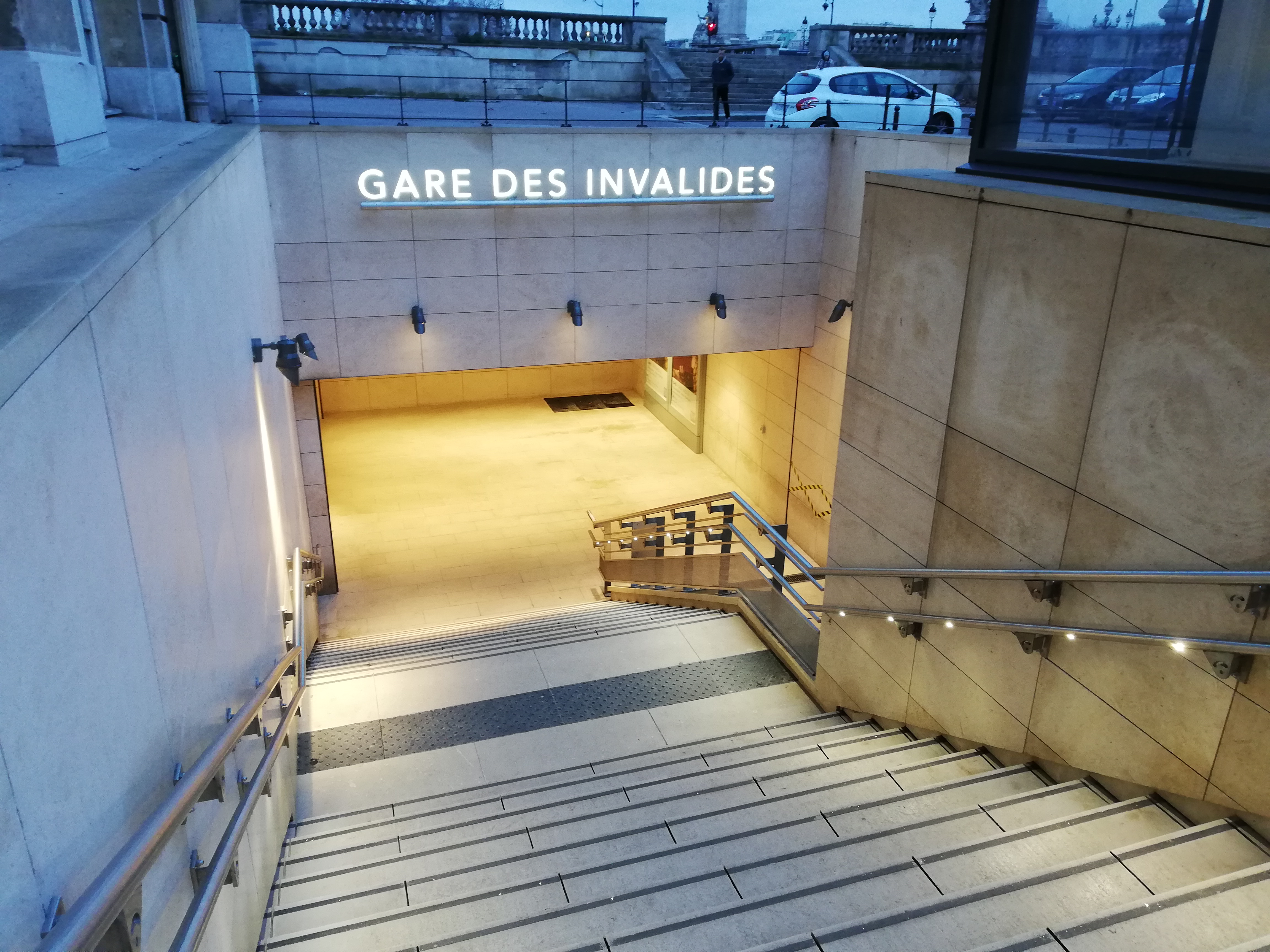
RER entré
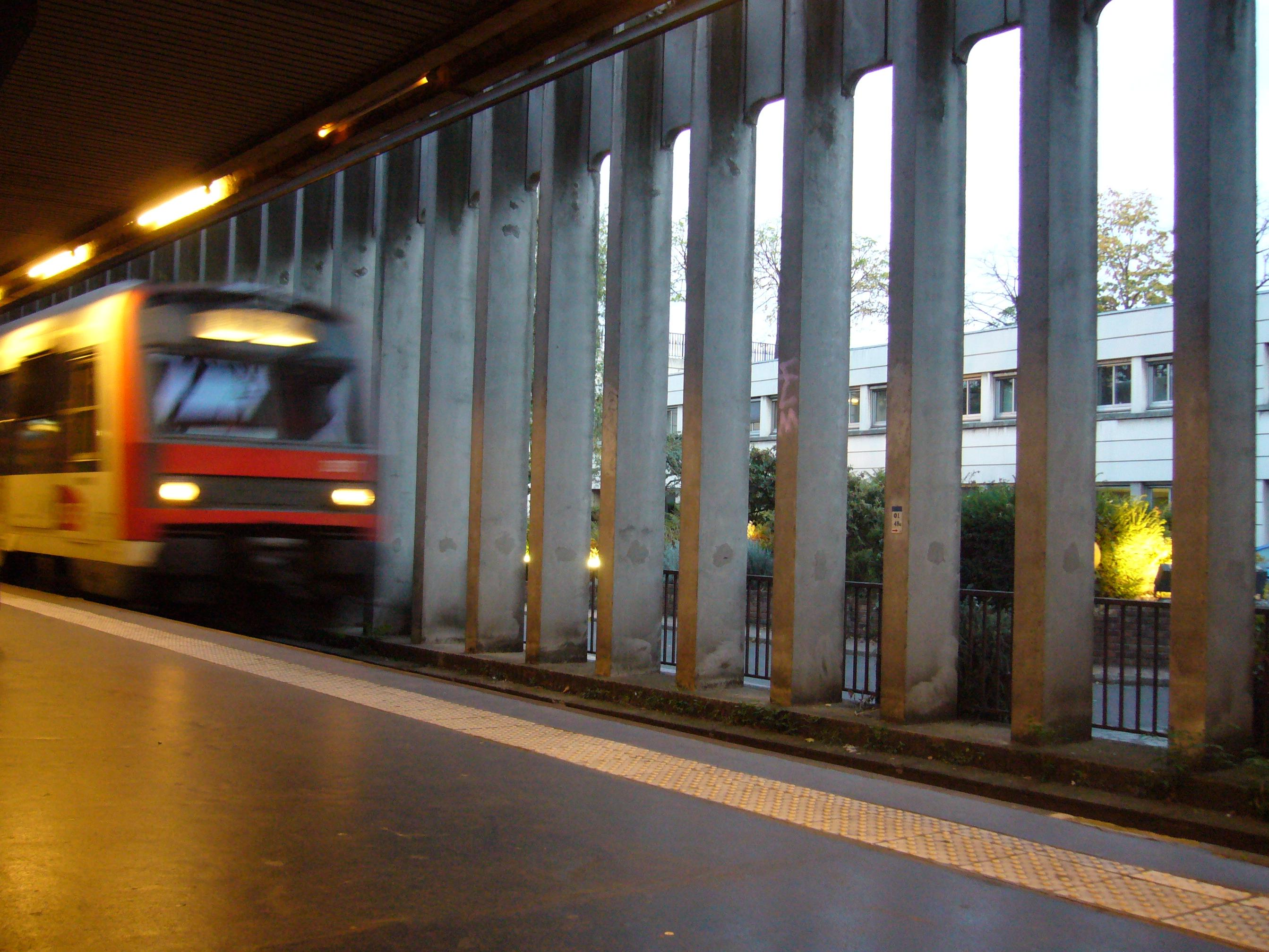
Perrong för linje C
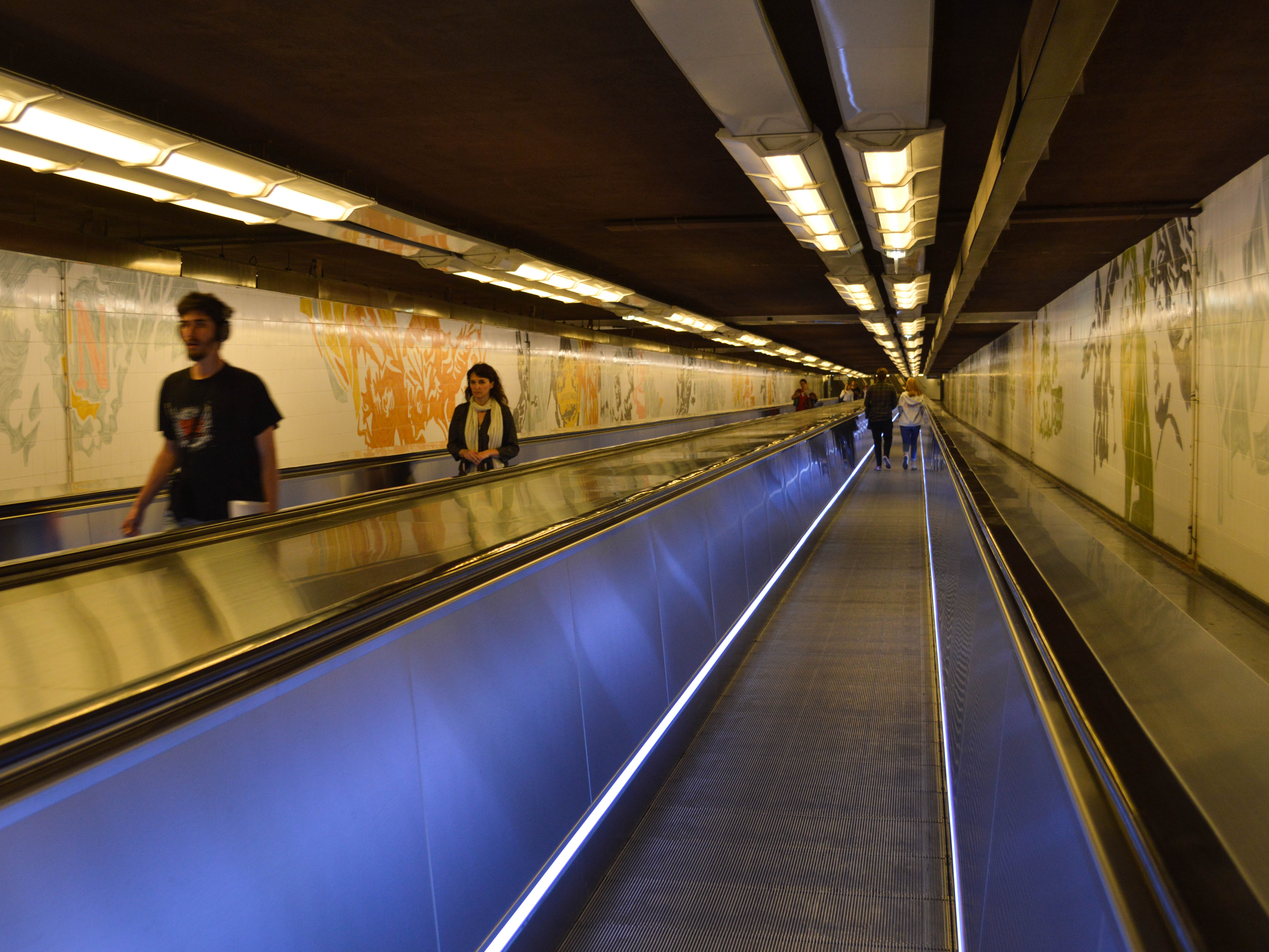
Rullband mellan RER och metro
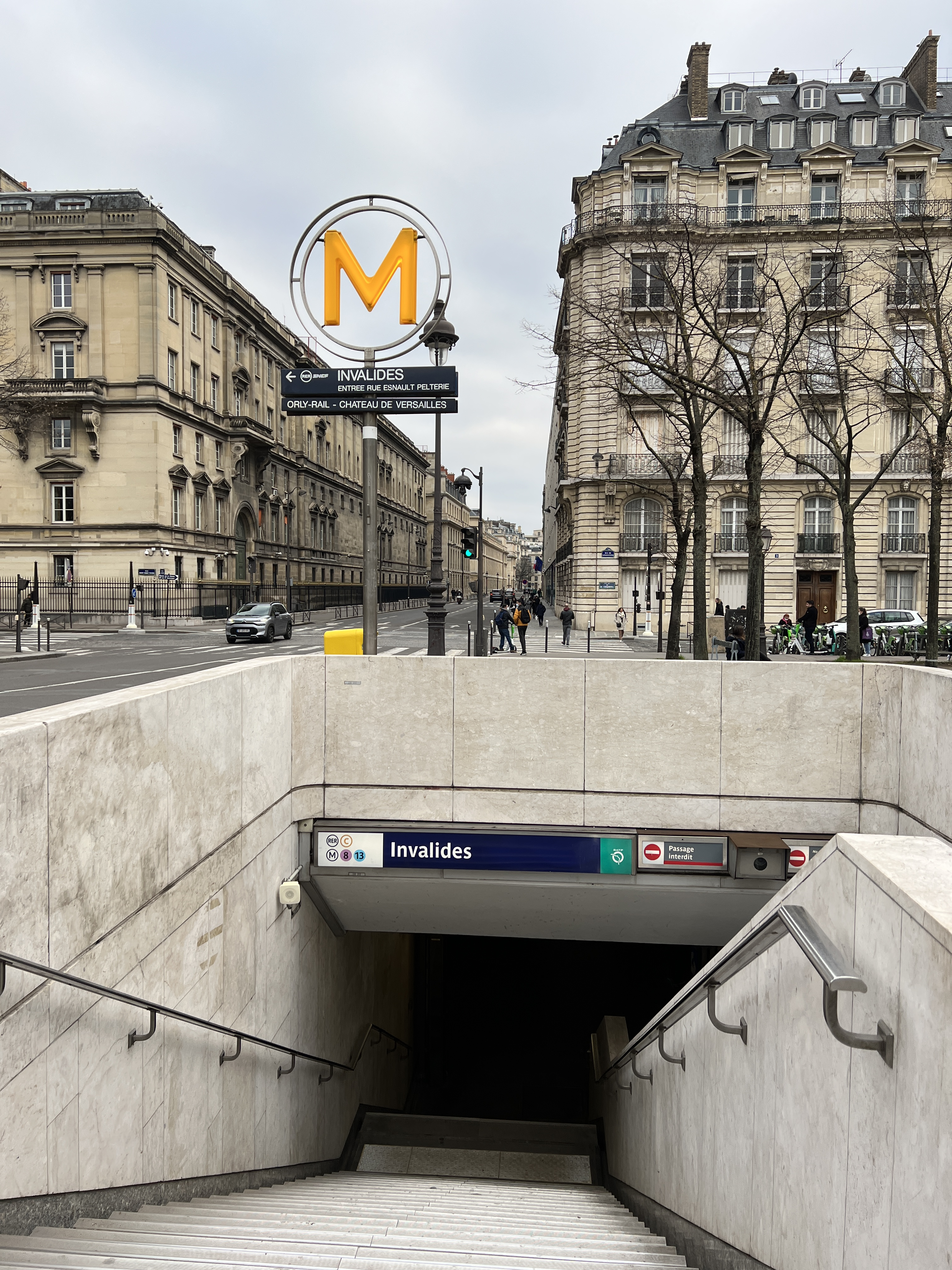
Metroentrén
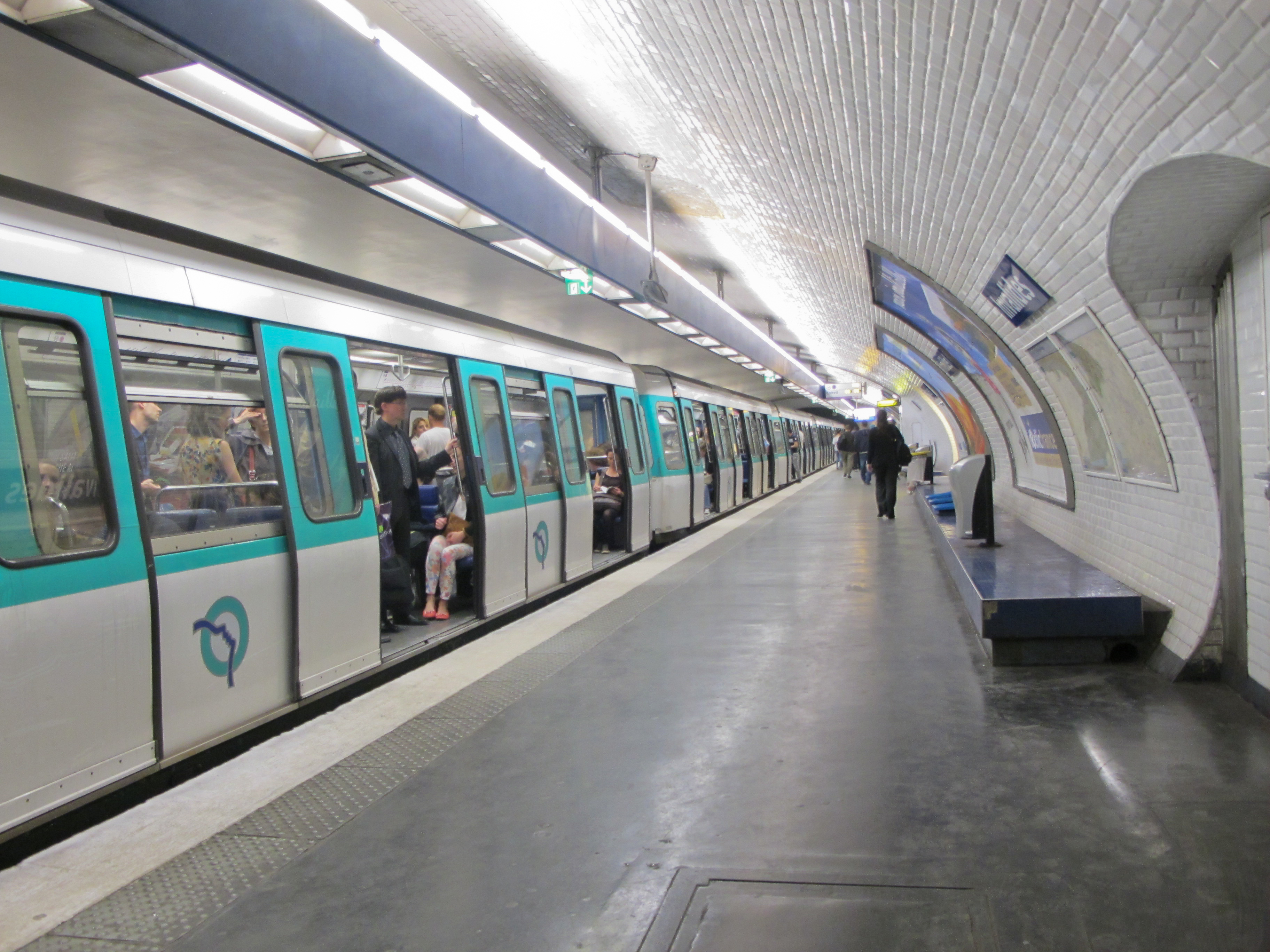
Perrong för linje 8
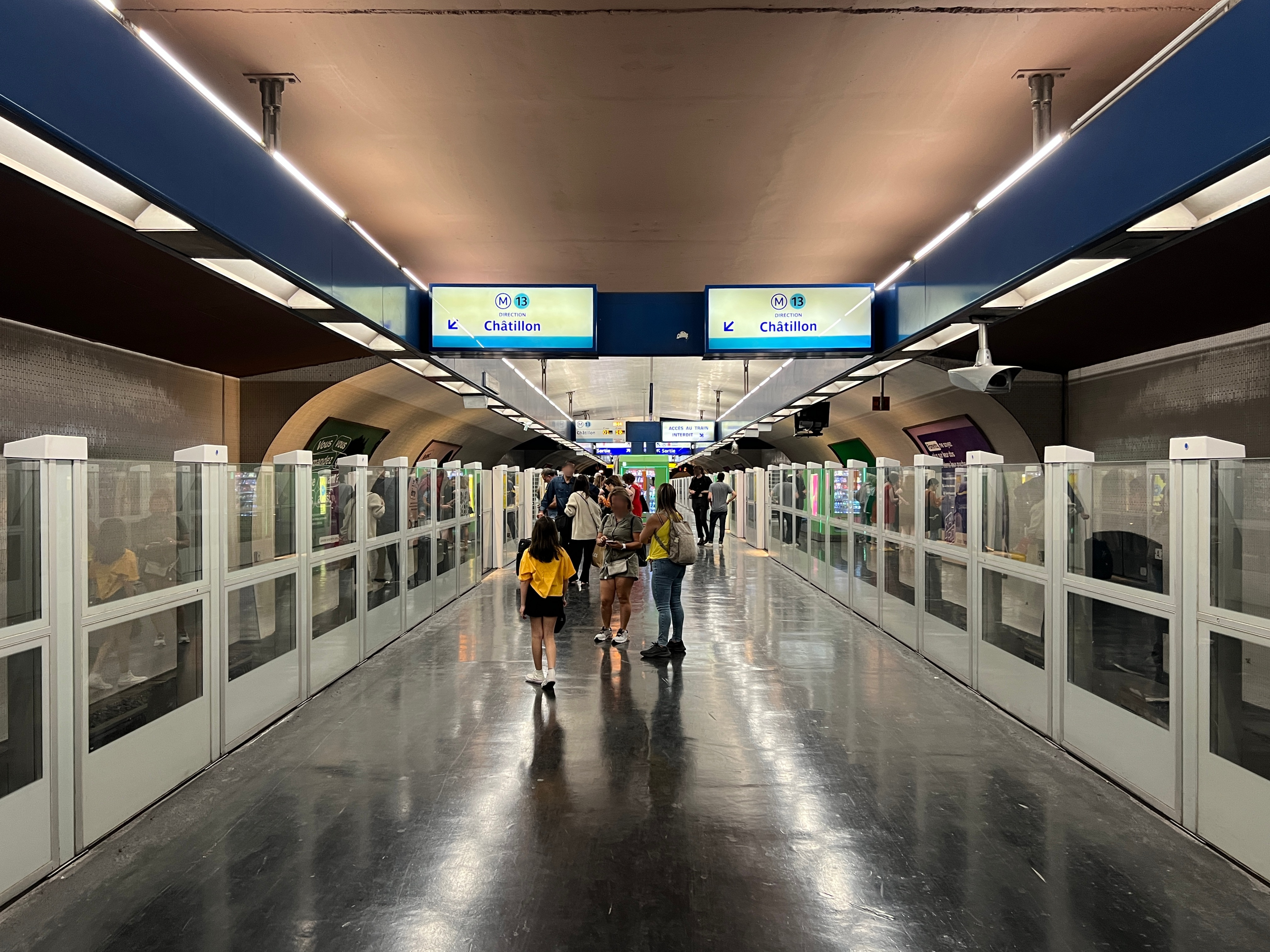
Perrong för linje 13
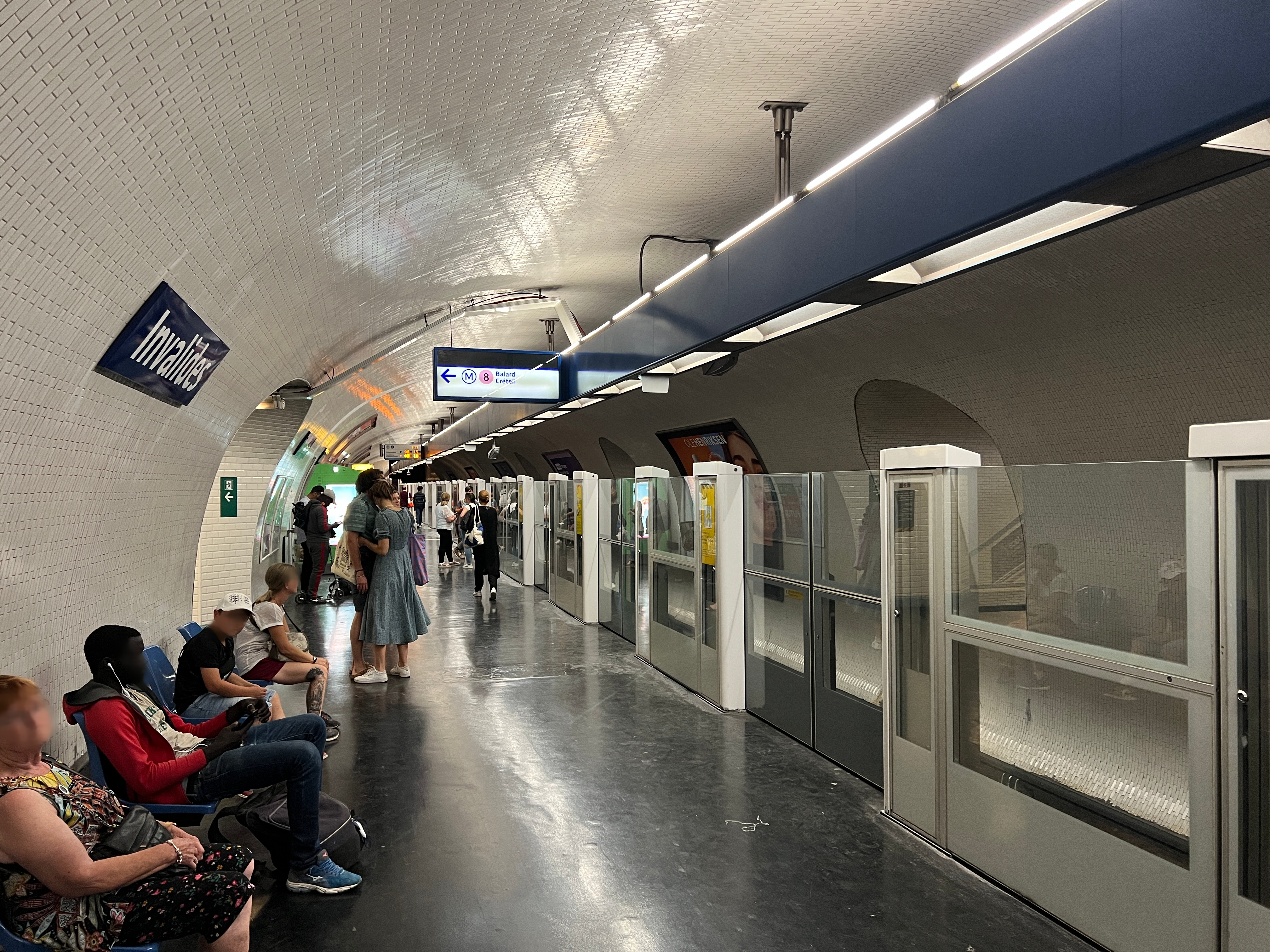
Perrong för linje 13

## Historia
Gare des Invalides öppnade år 1900 som slutstation på järnvägslinjen L'Oues. 1979 öppnade en tunnel som förenade station Invalides med Gare du Musée d'Orsay och linje C började trafikera.